# 奧蒂茲 (瓜里科州)
奧蒂茲（西班牙語：Ortiz），是委內瑞拉的城鎮，位於該國中部瓜里科州，是奧蒂茲市的首府，北面有公路與帕拉帕拉相連，海拔高度101米，始建於十六世紀，2011年人口23,928。
09°37′30″N 67°17′12″W / 9.62500°N 67.28667°W